# Корнилово (Вологодская область)
Корнилово — деревня в Бабаевском районе Вологодской области.
Входит в состав Борисовского сельского поселения, с точки зрения административно-территориального деления — в Борисовский сельсовет.
Расстояние по автодороге до районного центра Бабаево составляет 66 км, до центра муниципального образования села Борисово-Судское — 4 км. Ближайшие населённые пункты — Карасово, Папино, Судаково.
Население по данным переписи 2002 года — 2 человека.